# Myadestes obscurus
Myadestes obscurus là một loài chim trong họ Turdidae.